# 醒靈寺
醒靈寺是位於臺灣南投縣埔里鎮的一座廟宇，主奉關聖帝君、純陽祖師（呂洞賓）、司命真君（灶王爺）等三恩主。

## 沿革
醒靈寺的前身是日治明治34年（1901年），由堂主林李金水所創的「解化堂」，最早僅供奉關聖帝君。建廟檀越由於其母親鴉片毒癮致病，虔誠祈求神靈，得以戒毒，因而建廟。大正5年（1916年）發生大地震後，次年（1917年）重建並更名為「醒化堂」。後來民國36年（1947年），醒化堂出巡時，先鋒太子元帥鑾轎突然起駕，從愛蘭橋來到醒靈寺現址，之後眾信徒決議遷建。民國38年（1949年）於現址興建正殿，並改名為「醒靈寺」至今。
醒靈寺是台灣歷史二二八事件的最終戰役──「烏牛欄之役」的事發地，當時於今愛蘭橋設有一吊橋。於1947年（民國36年），二二八事件發生當時，二七部隊警備隊指揮官黃金島帶領著一群學生約（三十餘人），在橋頭與中華民國國軍21師146旅436團第2營（七百餘人）對戰，造成該營傷亡二百人以上。

## 特色
醒靈寺內同時擺放著石獅子與狛犬，日治時期留存到現在。石獅子據說是1878年清朝總兵吳光亮建大埔城時將石獅子安座於當時衙門口，後來因故又遷至於醒靈寺安置。狛犬和石燈籠則是從能高神社移過來的，另有一說是由醒靈寺籌建董事會董事長許清和將這些神社文物搬到醒靈寺（許清和也是當時向神社捐獻石燈籠的人之一）。
醒靈寺石燈從「笠」的部分來區分，可分成四角石燈籠和六角石燈籠，其中四角石燈籠只有八座，五座位在見聖橋，二座位在參聖門口，一座在廟埕門口。見聖橋沿路的五座黃敦仁奉獻的石燈便在其中；參聖門前的兩座是一對，是林其忠、林其祥兄弟奉獻的；還有一座單獨跟狛犬放在一起，是林清和奉獻的。
這幾座石燈籠材質皆是砂岩，外型是傳統日式風格，頂部厚實，看起來古樸穩重，大多是從能高神社搬移過來的。奉獻給神社的石燈通常是一對，現在在醒靈寺的能高神社石燈卻有些是出現落單石燈籠得現象，推測可能是在神社拆除或是搬運途中毀壞了。還有當時石燈籠的奉獻者都是有名望的地方士紳，當然也有日本人，但看醒靈寺石燈籠的奉獻者名字，並沒有發現日本人，可能是在搬移時分類捨去了，只取回與埔里人和跟烏牛欄地區有關聯的石燈籠。
日本狛犬的擺設方式多為兩隻面對面，安座在神社、寺廟入口兩側，現在到日本神社，仍可看見這樣面對面擺放的狛犬。醒靈寺這兩隻狛犬擺放的方式，雖沒有像中式石獅子頭朝前，但也不是正面對正面，而是斜面對面。醒靈寺外面那隻狛犬嘴巴閉著，是母的，頭頂尖凸，放置在廟埕入口圍牆外，旁邊有一座日式石燈，也是從能高神社移過來的。另一隻狛犬嘴巴張開，頭也尖尖的，具有生殖器，是公的，放置在廟埕入口綠色圍杆內，靠近造景的假山，身形跟外面那隻很像。兩隻狛犬身上鬃毛都是有如雲朵捲曲形狀，尾巴像大水滴且有螺旋花紋，前腳直立後腳蹲坐，像狗坐著的姿勢。兩隻狛犬石座斜相對立在廟埕的門口，以不對稱的方式進行擺放。因此推測有可能是搬到醒靈寺後象徵性的擺放，並且將其當作是庭園裝置，形成特殊的庭園景觀。這對狛犬代表著埔里日治時期遺留下來的痕跡，是十分珍貴的古物。

## 圖集

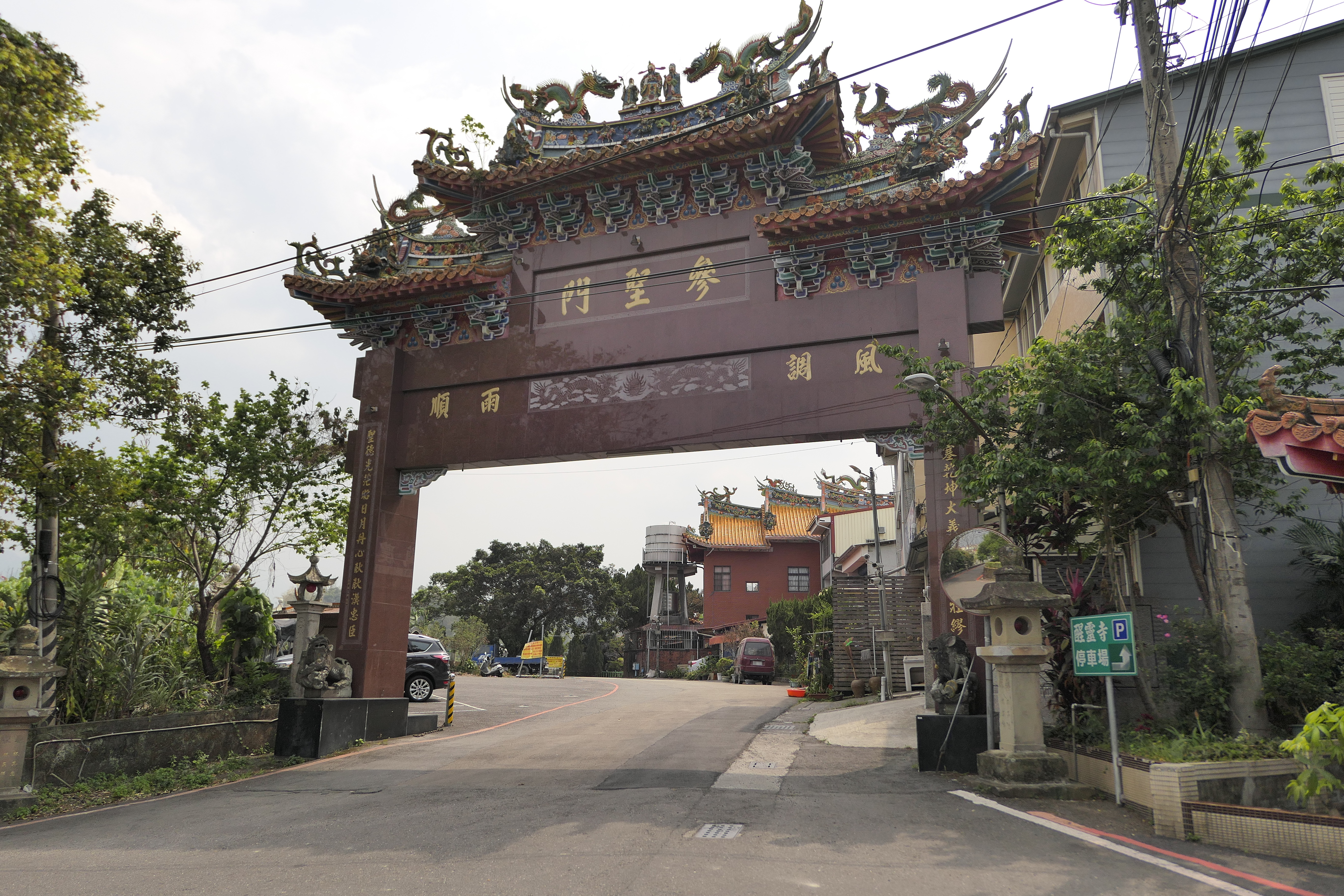
醒靈寺參聖門
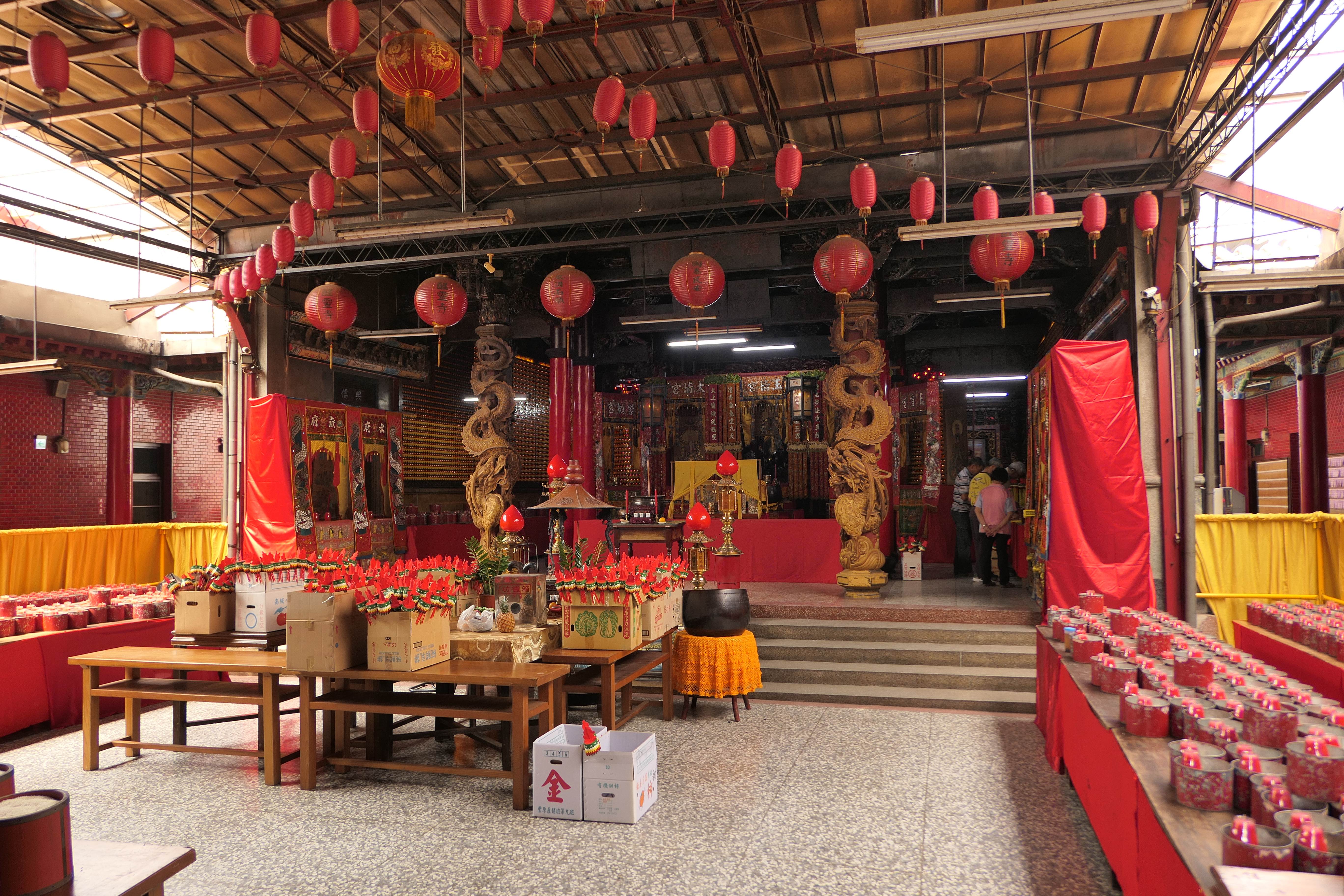
醒靈寺內部